# Турнир ЭКСПО 1935
Турнир ЭКСПО 1935 (официальное название Tournoi de l’Exposition Universelle de Bruxelles 1935) — международный футбольный турнир, приуроченный к проведению в 1935 году в Брюсселе Всемирной Выставки (Brussels International Exposition). Турнир был организован специальным комитетом с благотворительными целями; в спортивном отношении организатором выступил брюссельский футбольный клуб «Даринг». Данный турнир продолжил традицию проведения футбольных мероприятий при Выставках ЭКСПО (ранее подобные турниры имели место в 1900, 1904, 1908, 1910, 1911 и 1931 годах).
Победителем турнира стал «Аякс» из Амстердама (на тот момент — одно из значимых международных достижений в истории клуба), одержавший три непростых победы, в том числе в финале над фаворитом «Сошо» — «клубом-галактикос» того времени, состоящим из игроков почти десятка стран.

## Участники турнира
Турнир прошел в начале июня 1935 года в Брюсселе на стадионе «Эйзель» всего за четыре дня. Половину участников составляли клубы стран Бенилюкса; были приглашены также клубы из Германии, Франции, Польши (всего в турнире участвовали 8 команд) 
| Страна     | Команда               | Титул (достижение)                                                      |
| ---------- | --------------------- | ----------------------------------------------------------------------- |
| Бельгия    | «Даринг» Брюссель     | Бронзовый призер Чемпионата Бельгии 1935, обладатель Кубка Бельгии 1935 |
| Бельгия    | «Льерс»               | Вице-чемпион Бельгии 1935                                               |
| Нидерланды | «Фейеноорд» Роттердам | Обладатель Кубка Нидерландов 1935                                       |
| Нидерланды | «Аякс» Амстердам      | Бронзовый призер Чемпионата Нидерландов 1935                            |
| Франция    | «Сошо» Монбельяр      | Чемпион Франции 1935                                                    |
| Германия   | PSV «Хёмниц»          | Бронзовый призер (полуфиналист) Чемпионата Германии 1935                |
| Германия   | «Киккерс» Оффенбах    | Бронзовый призер гау-лиги «Sudwest» Германия                            |
| Польша     | «Висла» Краков        | Бронзовый призер Чемпионата Польши 1934                                 |

В отличие от предыдущих подобных турниров, на этом отсутствовали представители Центральной и Южной Европы, задававшие в те годы тон в европейском футболе; тем не менее данный турнир собрал достаточно сильные западоевропейские клубы, имевшие в составе ряд весьма значимых футболистов — голландцы Адри ван Мале, Вим Андерисен и Виллем Грёнендейк, лучший бомбардир бельгийской сборной межвоенного периода Бернард Ворхоф, французы Этьенн Маттлер (участник трёх чемпионатов мира), Роже Куртуа и автор первого гола мировых первенств Люсьен Лоран, один из лучших европейских нападающих швейцарец «Трелло» Абегглен и один из результативнейших голеадоров в истории национальных чемпионатов немец Эрвин Хельмхен, венгры Янош Сабо и Андре Симоньи, англичанин Артур Пейн, уругваец Педро Дюар, поляки Антоний Лыко и Болеслав Габовский (игрок сборной Польши и, позднее, московского «Спартака») и другие.

## Ход турнира
Турнир проводился по «олимпийской» системе, в случае ничьей в основное время матча назначалось дополнительное время (два тайма по 15 минут), продолжавшееся, в случае необходимости, и далее до первого забитого одной из команд мяча.
Ввиду достаточно ровного состава участников большинство матчей проходило в интересной упорной борьбе. Польский клуб сумел дважды переломить ход неудачно складывавшихся матчей: в стартовой игре с «Хёмницем» он отыгрался со счета 0:3 к 15 минуте (и победил в дополнительное время 7:5), а в полуфинале с «Аяксом» — сумел повторить это достижение благодаря «хет-трику» Любовецкого за 15 минут («Аякс» все же победил, сумев забить еще два безответных мяча). Выглядевший в такой компании соперников  безусловным фаворитом «Сошо» не без труда одолел в первом матче хозяев турнира — клуб «Даринг» (решающий гол венгр Белко забил на последней минуте), но в полуфинале, сменив половину состава, неожиданно легко разгромил другой бельгийский клуб «Льерс» — 8:0. Решающий матч также оказался упорным: под занавес обоих таймов Бломвлит сумел забить по голу, из которых Абегглен отквитал лишь один — 2:1, и «Аякс» стал победителем турнира.

### 1/4 финала
| 7 июня | «Висла»                                                              | 7:5 (от) | PSV «Хёмниц»                                          |                                |
| | - Лыко 33′ 93′ - Любовецкий 55′ 66′ - Копец 67′ 100′ - Габовский 92′ | (отчёт)  | - Фридеманн 4′ 64′ - Мункельт 10′ - Хельмхен 14′ 7:5′ | Зрителей: 2 000 Судья: Коллетт |
| »: Козьмин - Ферет, Шумилас - Й.Котлярчик, Я.Котлярчик, Байорек - Габовский, Копец, Возняк, Любовецкий, Лыко PSV «Хёмниц»: Веггель - Бош, Либервирт - Киль, Райхердт, Мюллер - Шнайдер, Хельмхен, Фридеманн, Мункельт, Мадлер (тренер - Л.Польстер) |                                                                      |          |                                                       |                                |

| 7 июня | «Льерс»                                                       | 4:2     | «Фейеноорд»          |                                |
| | - Ворхоф 23′ 50′ - ван дер Хейде 62′ (авт.) - ван Оршаген 80′ | (отчёт) | - Грёнендейк 18′ 47′ | Зрителей: 5 000 Судья: Франкен |
| »: Христианс - Симмонс, Ванденбош - Оп де Бек, Кибомс, Виллемс - ван Пеборг, Ворхоф, ван Оршаген, Де Кейзер, Брюгге »: ван Мале - ван дер Хейде, Вюрстен - ван Неел, Бас Пауве, ван Хеел - Фраувдент, Синке, Грёнендейк, Барендрехт, Линссен (тренер - Э.Донахи) |                                                               |         |                      |                                |

| 8 июня | «Аякс»                   | 2:1     | «Киккерс»   |                                 |
| | - Фишер 7′ - Мюлдерс 80′ | (отчёт) | - Гребе 42′ | Зрителей: 10 000 Судья: Свиллен |
| »: Кейзер - ван Дипенбек, Стрейбош - Андерисен, Гишлер, Шуберт - Фишер, тен Хаве, ван Дейк, Мюлдерс, ван Вейнгарден (тренер - Джек Рейнолдс) »: Айгенбродт - Линдеманн, Найдль - Абт, Ф.Мюллер, Г.Мюллер - Кек, Кайзер, Кюнле, Фюрнбахер, Гребе |                          |         |             |                                 |

| 8 июня | «Сошо»                       | 2:1     | «Даринг» Брюссель |                                |
| | - А.Абегглен 20′ - Белко 90′ | (отчёт) | - Торфс 17′       | Зрителей: 10 000 Судья: Ламору |
| »: Вагнер - Лаллу, Маттлер - Гугайн, Я.Сабо, Леманн - Пловье, А.Абегглен, Куртуа, Дюар, Белко (тренер - К.Росс) «Даринг» Брюссель: Ромс - Кюрфелс, Херреманс - Де Фидц, Тенинк, ван Ингельгем - Торфс, Ламот, Монделе, Пулманс, Бёйле |                              |         |                   |                                |

### 1/2 финала
| 9 июня | «Аякс»                                                       | 5:3     | «Висла»                  |                                 |
| | - Мюлдерс 13′ - Фишер 20′ 5:3′ - Бломвлит 28′ - тен Хаве 65′ | (отчёт) | - Любовецкий 37′ 51′ 53′ | Зрителей: 4 000 Судья: Амелинкс |
| »: Кейзер - ван Дипенбек, Стрейбош - Андерисен, Гишлер, Шуберт - Фишер, тен Хаве, Бломвлит, Мюлдерс, ван Вейнгарден (тренер - Джек Рейнолдс) »: Козьмин - Ферет, Шумилас - Й.Котлярчик, Я.Котлярчик, Байорек - Габовский, Копец, Возняк, Любовецкий, Лыко |                                                              |         |                          |                                 |

| 9 июня | «Сошо»                                                             | 8:0     | «Льерс» |                                 |
| | - Куртуа 20′ 75′ 83′ - Симоньи 37′ 60′ - Белко 58′ - Лоран 65′ 88′ | (отчёт) |         | Зрителей: 3 000 Судья: Луи Барт |
| »: Лозес - Пейн, Маттлер - Гугайн, Похан, Я.Сабо - Куртуа, Лоран, Симоньи, Дюар, Белко (тренер - К.Росс) »: Христианс - Симмонс, Ванденбош - Клокарт, Кибомс, Виллемс - ван Пеборг, Ворхоф, ван Оршаген, Де Кейзер, Брюгге |                                                                    |         |         |                                 |

### Матч за III место
| 10 июня | «Льерс»                                 | 3:2     | «Висла»                     |                               |
| | - Ворхоф 26′ 64′ - Ф.ван дер Кюйлен 84′ | (отчёт) | - Копец 34′ - Габовский 37′ | Зрителей: 5 000 Судья: Шарлье |
| »: Христианс - Симмонс, Ванденбош - Клокарт, Кибомс, Виллемс - Данкерс, Ворхоф, ван Оршаген, Ф.ван дер Кюйлен, Брюгге »: Мадейский - Ферет, Шумилас - Й.Котлярчик, Я.Котлярчик, Езерский - Габовский, Копец, Возняк, Любовецкий, Лыко |                                         |         |                             |                               |

## Финал
| «Аякс»             | 2:1             | «Сошо»           |
| ------------------ | --------------- | ---------------- |
| - Бломвлит 40′ 87′ | Отчет 1 Отчет 2 | - А.Абегглен 70′ |

| Форма · Форма | Форма · Форма |

| «АЯКС»:       |                     |
|               |                     |
| Нидерланды    | Геррит Кейзер       |
| Нидерланды    | Ян ван Дипенбек     |
| Нидерланды    | Пит Стрейбош        |
| Нидерланды    | Вим Андерисен       |
| Нидерланды    | Йоп ван де Пюттелар |
| Нидерланды    | Геррит Гишлер       |
| Нидерланды    | Геррит Фишер        |
| Нидерланды    | Боб тен Хаве        |
| Нидерланды    | Хенк Бломвлит       |
| Нидерланды    | Ян Шуберт           |
| Нидерланды    | Хенк Мюлдерс        |
| Тренер        |                     |
| Джек Рейнолдс |                     |

| «СОШО»:             |                |
|                     |                |
| Германия · Франция  | Вилли Вагнер   |
| Франция             | Габриель Лаллу |
| Франция             | Этьенн Маттлер |
| Франция             | Луи Фино       |
| Австрия             | Адольф Похан   |
| Швейцария · Франция | Максим Леманн  |
| Франция             | Роже Куртуа    |
| Венгрия             | Янош Сабо      |
| Венгрия · Франция   | Андраш Симоньи |
| Швейцария           | Андре Абегглен |
| Венгрия             | Арпад Белко    |
| Тренер              |                |
| Конрад Росс         |                |

## Галерея
|  |  |  |  |  |  |